# Óscar Rebolleda
Óscar Rebolleda Herrera (ur. 29 czerwca 1968, Barakaldo) – hiszpański baseballista, który występował na pozycji lewozapolowego, olimpijczyk, medalista Mistrzostw Europy.
W 1988 roku, wystąpił na mistrzostwach świata, w których jego reprezentacja zajęła ostatnie, 12. miejsce.
W 1991 roku, uczestniczył w zawodach Pucharu Interkontynentalnego, gdzie jego reprezentacja uplasowała się na ósmym miejscu. Brał także udział w tychże zawodach w 1993 roku, jednak bez sukcesów.
W 1992 roku, Rebolleda wziął udział w Letnich Igrzyskach Olimpijskich 1992 w Barcelonie, gdzie jego reprezentacja zajęła ostatnie, ósme miejsce. Wystąpił w sześciu spotkaniach; zaliczył m.in. 3 runy i 22 AB.
Trzykrotnie zdobył brązowy medal Mistrzostw Europy (1987, 1989, 1991). Na Mistrzostwach Europy wystąpił także w 1993 roku (piąte miejsce reprezentacji Hiszpanii) i w 1995 roku (gdzie Hiszpania zajęła czwartą lokatę).

## Nagrody i wyróżnienia
- Najlepszy lewozapolowy Mistrzostw Europy 1995[8].

## Statystyki z Mistrzostw Europy 1993 i 1995
| Rok  | Reprezentacja | M | AB | R | H  | 2B | 3B | HR | RBI | SO | BB | SB |
| ---- | ------------- | - | -- | - | -- | -- | -- | -- | --- | -- | -- | -- |
| 1993 | Hiszpania     | 8 | 31 | 8 | 11 | 0  | 1  | 0  | 6   | 3  | 6  | 4  |
| 1995 | Hiszpania     | 7 | 27 | 4 | 12 | 0  | 0  | 2  | 7   | 7  | 2  | 6  |